# 9mm Parabellum Bullet
9mm Parabellum Bullet – japoński zespół rockowy powstały w Jokohamie.
Dotychczas wydali trzy albumy - Termination w 2007 roku, VAMPIRE w 2008 oraz Revolutionary w 2010, ponadto na swoim koncie mają trzy mini-albumy. Wydali również sześć singli. 
Piosenki są wykonywane w języku japońskim. Na ich muzykę wywarła wpływ twórczość grup takich jak the pillows czy LUNA SEA.
Pierwsze dokonania: Gjallarhorn i Phantomime, przedstawiły fuzję gatunków takich jak hardcore, punk, pop i metal, które podkreślone szybkim tempem wykreowały obraz ich unikalnego i rozpoznawalnego stylu muzycznego.
Zespół jest również znany z utworu WANDERLAND otwierającego odcinki serii anime RD Sennō Chōsashitsu.

## Członkowie
- Takuro Sugawara – wokal i gitara rytmiczna
- Kazuhiko Nakamura – wokal i gitara basowa, perkusja
- Yoshimitsu Taki – gitara prowadząca, wokal wspierający, fortepian
- Chihiro Kamijō – perkusja

## Dyskografia

### Albumy
- 2007: Termination
- 2008: VAMPIRE
- 2010: Revolutionary
- 2011: Movement
- 2013: Dawning

### EP
- 2004: Talking Machine
- 2005: Gjallarhorn
- 2006: Phantomime

### Single
- 2007: The World e.p.
- 2007: Discommuication e.p.
- 2008: Supernova/Wanderland
- 2009: Black Market Blues e.p.
- 2009: Cold Edge e.p.
- 2010: Inochi no Zenmai